# Васьковичі (зупинний пункт)
Васьковичі — пасажирський залізничний зупинний пункт Коростенської дирекції Південно-Західної залізниці розташований на однлколійній, неелектрифікованій лінії Коростень — Овруч.
Розташований у с. Васьковичі Коростенського району між станціями Бехи та Ігнатпіль.
На зупинному пункті зупиняються приміські поїзди.